# Галкины (Котельничский район)
Галкины — деревня в Котельничском районе Кировской области в составе Молотниковского сельского поселения.

## География
Располагается на расстоянии примерно 10 км по прямой на север от райцентра города Котельнич.

## История
Известна с 1802 году как деревня Галкинская из 3 дворов. В 1873 году здесь (Галкинская или Чикачи) было отмечено дворов 4 и жителей 18, в 1905 2 и 22, в 1926 (Галкины)  8 и 30, в 1950 7 и 39, в 1989 оставалось 4 жителя.

## Население
Постоянное население  составляло 3 человека (русские 100%) в 2002 году, 1 в 2010.